# Lulu la Nantaise
Pour les articles homonymes, voir Lulu et Nantaise.
Lulu la Nantaise est le nom d’un personnage de fiction tiré du film Les Tontons flingueurs (1963) de Georges Lautner. Bien qu'elle ne soit qu'évoquée, Lulu la Nantaise est devenu un personnage culte sans doute à cause du souvenir « ému » qu’elle a laissé aux personnages du film, Raoul Volfoni et Fernand Naudin.

## Description

### Dans le film
L'évocation du personnage prend la forme d'un dialogue écrit par Michel Audiard, alors que les principaux protagonistes du film sont attablés dans la cuisine du Mexicain, buvant un alcool particulièrement fort : 
Raoul Volfoni — « Tu sais pas ce qu'il me rappelle ? C't'espèce de drôlerie qu'on buvait dans une petite taule de Biên Hòa, pas tellement loin de Saïgon. Les volets rouges... et la taulière, une blonde comac... Comment qu'elle s'appelait, nom de Dieu ? »
Fernand Naudin — « Lulu la Nantaise ».
Raoul Volfoni — « T'as connu ? ».

### Inspiration
Le personnage de Lulu la Nantaise semble avoir été inspiré par Albert Simonin, scénariste du film Le Feu aux poudres d'Henri Decoin (1957), où le personnage joué par Raymond Pellegrin évoque « Maria-la-Nantaise » et « la petite Lulu du Havre ».

## Popularité
Le nom de ce personnage bénéficie d'une popularité vivace dans le public français, au point que l’on peut le considérer comme un « mème ». En effet, avec le temps, le succès considérable et pérenne du film, et surtout celui de cette scène aux répliques culte, ont rendu le nom de « Lulu la Nantaise » extrêmement populaire au point qu’il a été repris pour nombre de créations différentes : titre d'un prix littéraire satirique,, ateliers de graphistes, agences de publicité, restaurants, bistrots, salons de thé (Montauban, Biarritz, Longueuil …), un journal satirique nantais La Lettre à Lulu, et, bien sûr, titres de blogs, pseudonymes d’internautes, etc.
Un rond-point porte le nom des Tontons Flingueurs à Montauban en Tarn-et-Garonne en référence cette fois à la phrase de Lino Ventura « on ne devrait jamais quitter Montauban » et celle de  Bernard Blier « le gugusse de Montauban ». Une brasserie renommée en ville porte également le nom de Lulu-la-Nantaise.
Les plus fameuses Lulu la Nantaise, et réellement situées à Nantes, sont actuellement un bistrot-restaurant situé près du site des Machines de l’île de Nantes, et un quatuor professionnel et reconnu de musiciens jazz-rock spécialisé en reprises et réinterprétations de bandes originales de films lors de concerts-spectacles faisant référence à des scènes du cinéma des années 1970 à nos jours.

## Hommage
L’écrivain Francis Mizio raconte qu'à la demande du groupe Lulu La Nantaise (avec lequel il se produit en spectacle), il s’est emparé du personnage qu'il met en scène dans une novella et dont il imagine la biographie à partir d’éléments de films, de faits historiques avérés, de correspondances de dates et de coïncidences avec la réalité de façon à lui donner une existence littéraire avec un fort effet de réel : « L’exacte et véridique histoire vraie et vérifiable de la véritable et unique Lulu La Nantaise »,,. Ce texte publié avec le deuxième album du groupe prétend, de manière humoristique, rendre hommage à cette dernière en imaginant une Ludovine Lucas, travailleuse du sexe qui aurait exercé au quai de la Fosse à Nantes de 1928 à 1947, avant de s'expatrier non loin de Saïgon entre 1948 et 1963,.